# لوليتا سان ميغيل
لوليتا سان ميغيل (9 أكتوبر 1934-) هي من المدربين المعتمدين من قبل جوزيف بيلاتيس. تدربت تحت إشراف جوزيف وكلارا بيلاتيس، وهي آخر معلمي الجيل الأول الذين ما زالوا على قيد الحياة.

## سيرتها
لوليتا سان ميغيل، ولدت في 9 أكتوبر 1934 في مدينة نيويورك لأبوين بورتوريكيين، هي شخصية بارزة في عالمي الرقص والبيلاتس. بدأت تدريبها على الرقص في سن السابعة في بورتوريكو وانتقلت إلى نيويورك، حيث درست في مدرسة الباليه الأمريكية. بعد تخرجها عام 1952من مدرسة الفنون المسرحية الثانوية، انضمت إلى العديد من مدارس الباليه المرموقة، بما في ذلك فرقة باليه أوبرا متروبوليتان ، حيث قدمت عروضها منفردة لأكثر من 10 سنوات. 
في عام 1958، تعرضت لإصابة في الركبة، وتعرفت بعدها على طريقة البيلاتس في استوديو كارولا تريير، وهي التجربة التي شكلت مستقبلها المهني. أصبحت لاحقاً مع كاثي جرانت، واحدة من الشخصين الوحيدين المعتمدين من قبل جوزيف بلاتيس لتدريس طريقته. وفي عام 1977 أسست فرقة وأدرجت تمارين البيلاتس ضمن نظام تدريب الراقصين. في وقت لاحق، أسست برنامج لتدريب المعلمين على مستوى العالم.
في عام 2005، وفي سن السبعين، استقالت من الفرقة كمديرة فنية، وركزت على تدريس رياضة البيلاتس على المستوى الدولي، وشاركت بنشاط في فعاليات المؤتمر السنوي لتحالف طريقة البيلاتس.

## نشاطها الحالي
تدير لوليتا سان ميغيل شركتها الخاصة منذ عام 2000 في بورتوريكو، وفي مايو 2009، أطلقت أول مجموعة لبرنامج مدرب البيلاتس في أوروبا مع مشاركين من بلدان مختلفة، وخلال التدريب، قامت بزيارة مدينة مونشنغلادباخ في ألمانيا للاحتفال بيوم البيلاتس مع حصة مجانية. تفاجأت يومها بأن جوزيف بيلاتيس لم يكن معروفا في مسقط رأسه، لذا نظمت يومًا آخر للبيلاتس في عام 2010، وعملت مع المسؤولين المحليين لإنشاء لوحة تذكارية تكريمًا له. منذ ذلك الحين، لا يزال المؤتمر الذي أسسته لوليتا يقام في مسقط رأس جوزيف بيلاتيس. كل عامين، يجتمع الحضور من العديد من البلدان حول العالم لحضوره. بعد مرور أربع سنوات على إطلاق برنامجها قدمت لوليتا برنامج تدريبي شامل للمعلمين لمدة 500 ساعة. تم تطويره على مدى عامين، ويدرس الآن حصريًا من قبل معلمين معتمدين في مختلف البلدان حول العالم. 
قامت لوليتا ميغيل بتنظيم وإدارة مؤتمر البيلاتس السنوي في مونشنغلادباخ حتى عام 2013، عندما سلمت المسؤولية إلى كاثي كوري، التي واصلت تنظيم الحدث كل عامين منذ ذلك الحين. في عام 2019، اجتذب مؤتمر البيلاتس 250 مشاركًا، وتم وضع لوحة أمام مسقط رأس جوزيف بيلاتس. في عام 2016، علمت لوليتا مكان دفن جوزيف وزوجته، فنظمت حدثًا لتكريم ذكرى جوزيف وكلارا بيلاتيس في مقبرة فيرنكليف في مدينة نيويورك، والذي كررته عام 2018.
نشرت سيرتها الذاتية "حياتي المسحورة" في 26 فبراير 2021.